# Revolutionära Socialistförbundet
Revolutionära Socialistförbundet (Revolutionair Socialistisch Verbond, RSV) var ett socialistiskt politiskt parti i Nederländerna, bildat 1928 av Henk Sneevliet och andra avhoppare från Hollands kommunistiska parti.
1927 och 1928 bildade Sneevliet, och andra antistalinister, revolutionära socialistiska kommittéer på olika platser i landet, bland annat i Rotterdam. 1928 gick dessa samman i ett landsomfattande förbund, vars officiella organ var veckotidningen Solidariteit. 
I februari 1929 gick RSV samman med majoriteten av medlemmarna av det 1928 upplösta Socialistiska Partiet och bildade Revolutionära socialistpartiet.